# Ormetica pauperis
Ormetica pauperis är en fjärilsart som beskrevs av William Schaus 1910. Ormetica pauperis ingår i släktet Ormetica och familjen björnspinnare. Inga underarter finns listade i Catalogue of Life.